# 珍妮特·戴利
珍妮特·戴利（Janet Dailey，1944年5月21日—2013年12月14日）是一位美国作家，曾创作了多部愛情小說。

## 生平
戴利的第一部爱情小说登上了紐約時報暢銷書榜。1982年，戴利的小说被改编成电影。 
1997年，戴利被小说家诺拉·罗伯茨起诉，罗伯茨指控戴利抄袭了她的作品。 戴利承认了自己抄襲了诺拉·罗伯茨的作品。 
2001年，戴利恢復出版作品。 
2013年12月14日，她因心脏手术并发症去世。